# Liste des gonfaloniers de justice et prieurs de la république de Florence dans les années 1340
Pour des articles plus généraux, voir Liste des gonfaloniers de justice et prieurs de la république de Florence et Liste des gonfaloniers de justice et prieurs de la république de Florence au XIVe siècle.
Cet article dresse une liste des gonfaloniers de justice et prieurs de la république de Florence dans les années 1340.

## 1340
| Période de gouvernement          | Gonfaloniers de Justice et Prieurs               | Notes                                                            |
| -------------------------------- | ------------------------------------------------ | ---------------------------------------------------------------- |
| 15 décembre 1339-14 février 1340 | Piuvichese Brancacci                             | Gonf. issu du s. Oltrarno.                                       |
| 15 décembre 1339-14 février 1340 | Mess. Tommaso di Duccio Corsini                  | Pr. du s. Oltrarno. Expert en droit (iurisperitus).              |
| 15 décembre 1339-14 février 1340 | Bencivenni Buonsostegni                          | Pr. du s. San Piero Scheraggio.                                  |
| 15 décembre 1339-14 février 1340 | Giotto di Fantone Angelotti                      | Pr. du s. Borgo.                                                 |
| 15 décembre 1339-14 février 1340 | Luca di Gerino Strozzi                           | Pr. du s. San Pancrazio.                                         |
| 15 décembre 1339-14 février 1340 | Sandro di Buto Davanzi                           | Pr. du s. Porta del Duomo.                                       |
| 15 décembre 1339-14 février 1340 | Neri di Lippo del Palagio (ou del Palazzo)       | Pr. du s. Porta San Piero.                                       |
| 15 février 1340-14 avril 1340    | Maestro Michele Medico                           | Gonf. issu du s. San Piero Scheraggio. Médecin.                  |
| 15 février 1340-14 avril 1340    | Piero di Tuccio Ferrucci                         | Pr. du s. Oltrarno.                                              |
| 15 février 1340-14 avril 1340    | Giovanni di Geri del Bello                       | Pr. du s. San Piero Scheraggio.                                  |
| 15 février 1340-14 avril 1340    | Coppo di Stefano Bonaiuti                        | Pr. du s. Borgo.                                                 |
| 15 février 1340-14 avril 1340    | Piero Guglielmi (Stracciabende ?)                | Pr. du s. San Pancrazio.                                         |
| 15 février 1340-14 avril 1340    | Andrea Casini                                    | Pr. du s. Porta del Duomo.                                       |
| 15 février 1340-14 avril 1340    | Giovanni di Guasco Covoni                        | Pr. du s. Porta San Piero.                                       |
| 15 avril 1340-14 juin 1340       | Neri di Pagno                                    | Gonf. issu du s. Borgo. Pelletier (vaiarius) ?                   |
| 15 avril 1340-14 juin 1340       | Guccio di Stefano Soderini                       | Pr. du s. Oltrarno.                                              |
| 15 avril 1340-14 juin 1340       | Forese Sacchetti                                 | Pr. du s. San Piero Scheraggio.                                  |
| 15 avril 1340-14 juin 1340       | Cambiozzo di Neri Aldobrandini                   | Pr. du s. Borgo.                                                 |
| 15 avril 1340-14 juin 1340       | Teghino di Ser Rinaldo Tecchi                    | Pr. du s. San Pancrazio.                                         |
| 15 avril 1340-14 juin 1340       | Matteo di Borgo Rinaldi                          | Pr. du s. Porta del Duomo.                                       |
| 15 avril 1340-14 juin 1340       | Buonfantino di Feo Buonfantini                   | Pr. du s. Porta San Piero.                                       |
| 15 juin 1340-14 août 1340        | Naddo Casini                                     | Gonf. issu du s. San Pancrazio.                                  |
| 15 juin 1340-14 août 1340        | Paolo di Ridolfo di Guido Ridolfi                | Pr. du s. Oltrarno.                                              |
| 15 juin 1340-14 août 1340        | Dato di Guido                                    | Pr. du s. San Piero Scheraggio.                                  |
| 15 juin 1340-14 août 1340        | Tommaso di Dietaiuti della Badessa               | Pr. du s. Borgo.                                                 |
| 15 juin 1340-14 août 1340        | Bartolo di Vanni di Puccio Benvenuti             | Pr. du s. San Pancrazio.                                         |
| 15 juin 1340-14 août 1340        | Nerone di Nigi Dietisalvi Neroni                 | Pr. du s. Porta del Duomo.                                       |
| 15 juin 1340-14 août 1340        | Uguccione di Riccardo de'Ricci                   | Pr. du s. Porta San Piero.                                       |
| 15 août 1340-14 octobre 1340     | Giovanni di Bernardino de'Medici                 | Gonf. issu du s. Porta del Duomo.                                |
| 15 août 1340-14 octobre 1340     | Mess. Alesso Rinucci                             | Pr. du s. Oltrarno. Mort en charge.                              |
| 15 août 1340-14 octobre 1340     | Giovanni di Cione Falconi                        | Pr. du s. Oltrarno. Élu le 23 août en remplacement du précédent. |
| 15 août 1340-14 octobre 1340     | Filippo di Lippo Buonfigliuoli                   | Pr. du s. San Piero Scheraggio.                                  |
| 15 août 1340-14 octobre 1340     | Ulivieri di Lapo di Guazza Ulvieri (ou Olivieri) | Pr. du s. Borgo.                                                 |
| 15 août 1340-14 octobre 1340     | Palla di Mess. Jacopo Strozzi                    | Pr. du s. San Pancrazio.                                         |
| 15 août 1340-14 octobre 1340     | Niccolò di Berto Strozzafichi                    | Pr. du s. Porta del Duomo.                                       |
| 15 août 1340-14 octobre 1340     | Maso di Chiaramontese degli Uccellini            | Pr. du s. Porta San Piero.                                       |
| 15 octobre 1340-14 décembre 1340 | Taldo Valori                                     | Gonf. issu du s. Porta San Piero.                                |
| 15 octobre 1340-14 décembre 1340 | Piero di Rinuccio Machiavelli                    | Pr. du s. Oltrarno.                                              |
| 15 octobre 1340-14 décembre 1340 | Borghino Taddei                                  | Pr. du s. San Piero Scheraggio.                                  |
| 15 octobre 1340-14 décembre 1340 | Giovanni di Benci Davanzati                      | Pr. du s. Borgo.                                                 |
| 15 octobre 1340-14 décembre 1340 | Bernardo Bordoni                                 | Pr. du s. San Pancrazio.                                         |
| 15 octobre 1340-14 décembre 1340 | Lapo del Bugliaffo                               | Pr. du s. Porta del Duomo.                                       |
| 15 octobre 1340-14 décembre 1340 | Mess. Francesco di Mess. Lotto Salviati          | Pr. du s. Porta San Piero. Expert en droit (iurisperitus).       |
| 15 décembre 1340-14 février 1341 | Ruggieri di Gherardino Gianni                    | Gonf. issu du s. Oltrarno.                                       |
| 15 décembre 1340-14 février 1341 | Francesco di Cenni Biliotti                      | Pr. du s. Oltrarno.                                              |
| 15 décembre 1340-14 février 1341 | Vanni di Ser Lotto Castellani                    | Pr. du s. San Piero Scheraggio.                                  |
| 15 décembre 1340-14 février 1341 | Benedetto di Simone di Gherardo del Bello        | Pr. du s. Borgo.                                                 |
| 15 décembre 1340-14 février 1341 | Niccolò di Giovanni di Gherardino Mangioni       | Pr. du s. San Pancrazio.                                         |
| 15 décembre 1340-14 février 1341 | Giovanni di Niccolò di Mariotto da Cerreto       | Pr. du s. Porta del Duomo.                                       |
| 15 décembre 1340-14 février 1341 | Bellincione d'Uberto degli Albizzi               | Pr. du s. Porta San Piero.                                       |

## 1341
| Période de gouvernement          | Gonfaloniers de Justice et Prieurs                             | Notes                                                      |
| -------------------------------- | -------------------------------------------------------------- | ---------------------------------------------------------- |
| 15 décembre 1340-14 février 1341 | Ruggieri di Gherardino Gianni                                  | Gonf. issu du s. Oltrarno.                                 |
| 15 décembre 1340-14 février 1341 | Francesco di Cenni Biliotti                                    | Pr. du s. Oltrarno.                                        |
| 15 décembre 1340-14 février 1341 | Vanni di Ser Lotto Castellani                                  | Pr. du s. San Piero Scheraggio.                            |
| 15 décembre 1340-14 février 1341 | Benedetto di Simone di Gherardo del Bello                      | Pr. du s. Borgo.                                           |
| 15 décembre 1340-14 février 1341 | Niccolò di Giovanni di Gherardino Mangioni                     | Pr. du s. San Pancrazio.                                   |
| 15 décembre 1340-14 février 1341 | Giovanni di Niccolò di Mariotto da Cerreto                     | Pr. du s. Porta del Duomo.                                 |
| 15 décembre 1340-14 février 1341 | Bellincione d'Uberto degli Albizzi                             | Pr. du s. Porta San Piero.                                 |
| 15 février 1341-14 avril 1341    | Porcello di Ricco da Diacceto (ou de Glaceto, ou da Ghiacceto) | Gonf. issu du s. San Piero Scheraggio.                     |
| 15 février 1341-14 avril 1341    | Andrea di Piero de'Magli                                       | Pr. du s. Oltrarno.                                        |
| 15 février 1341-14 avril 1341    | Giovanni di Mess. Lapo Arnolfi                                 | Pr. du s. San Piero Scheraggio.                            |
| 15 février 1341-14 avril 1341    | Ubaldino di Niccolò Ardinghelli                                | Pr. du s. Borgo.                                           |
| 15 février 1341-14 avril 1341    | Giunta di Nardo Rucellai                                       | Pr. du s. San Pancrazio.                                   |
| 15 février 1341-14 avril 1341    | Mone di Guido                                                  | Pr. du s. Porta del Duomo.                                 |
| 15 février 1341-14 avril 1341    | Giovanni d'Albizzo Cambi                                       | Pr. du s. Porta San Piero.                                 |
| 15 avril 1341-14 juin 1341       | Jacopo di Donato Acciaiuoli                                    | Gonf. issu du s. Borgo.                                    |
| 15 avril 1341-14 juin 1341       | Rosso Aldobrandini                                             | Pr. du s. Oltrarno.                                        |
| 15 avril 1341-14 juin 1341       | Ruggieri di Mess. Lapo da Castiglionchio                       | Pr. du s. San Piero Scheraggio.                            |
| 15 avril 1341-14 juin 1341       | Guglielmo di Vinta Altoviti                                    | Pr. du s. Borgo.                                           |
| 15 avril 1341-14 juin 1341       | Spinello di Primerano da Mosciano                              | Pr. du s. San Pancrazio.                                   |
| 15 avril 1341-14 juin 1341       | Vanni Armati                                                   | Pr. du s. Porta del Duomo.                                 |
| 15 avril 1341-14 juin 1341       | Mess. Jacopo di Neri de'Ricci                                  | Pr. du s. Porta San Piero. Expert en droit (iurisperitus). |
| 15 juin 1341-14 août 1341        | Strozza di Rosso Strozzi                                       | Gonf. issu du s. San Pancrazio.                            |
| 15 juin 1341-14 août 1341        | Gherardo del Volpe Canigiani                                   | Pr. du s. Oltrarno.                                        |
| 15 juin 1341-14 août 1341        | Caroccio di Lapo Alberti                                       | Pr. du s. San Piero Scheraggio.                            |
| 15 juin 1341-14 août 1341        | Martino Bicci                                                  | Pr. du s. Borgo. Pelletier (vaiarius) ?                    |
| 15 juin 1341-14 août 1341        | Jacopo di Ser Rinuccio (Stracciabende ?)                       | Pr. du s. San Pancrazio.                                   |
| 15 juin 1341-14 août 1341        | Tano di Pino Falconi                                           | Pr. du s. Porta del Duomo.                                 |
| 15 juin 1341-14 août 1341        | Teghiaio del Cecino                                            | Pr. du s. Porta San Piero.                                 |
| 15 août 1341-14 octobre 1341     | Francesco Fiorentini                                           | Gonf. issu du s. Porta del Duomo.                          |
| 15 août 1341-14 octobre 1341     | Ser Marco di Ser Buono da Ugnano                               | Pr. du s. Oltrarno.                                        |
| 15 août 1341-14 octobre 1341     | Bonaccorso Bentaccordi                                         | Pr. du s. San Piero Scheraggio.                            |
| 15 août 1341-14 octobre 1341     | Guidalotto Bernotti                                            | Pr. du s. Borgo.                                           |
| 15 août 1341-14 octobre 1341     | Primerano d'Ubriaco Serragli                                   | Pr. du s. San Pancrazio.                                   |
| 15 août 1341-14 octobre 1341     | Rinuccio di Bonaccio Guasconi                                  | Pr. du s. Porta del Duomo.                                 |
| 15 août 1341-14 octobre 1341     | Forese di Geri Ferrantini                                      | Pr. du s. Porta San Piero.                                 |
| 15 octobre 1341-14 décembre 1341 | Lapo di Niccolò Sirigatti Niccolini                            | Gonf. issu du s. Porta San Piero.                          |
| 15 octobre 1341-14 décembre 1341 | Schiatta di Ridolfo di Guido Ridolfi                           | Pr. du s. Oltrarno.                                        |
| 15 octobre 1341-14 décembre 1341 | Coppo di Borghese Migliorati                                   | Pr. du s. San Piero Scheraggio.                            |
| 15 octobre 1341-14 décembre 1341 | Francesco di Borghino Baldovinetti                             | Pr. du s. Borgo.                                           |
| 15 octobre 1341-14 décembre 1341 | Donato d'Albizzo Orlandini                                     | Pr. du s. San Pancrazio.                                   |
| 15 octobre 1341-14 décembre 1341 | Ghino di Vieri Rondinelli                                      | Pr. du s. Porta del Duomo.                                 |
| 15 octobre 1341-14 décembre 1341 | Luti Dirittafede                                               | Pr. du s. Porta San Piero.                                 |
| 15 décembre 1341-14 février 1342 | Gherardo Corsini                                               | Gonf. issu du s. Oltrarno.                                 |
| 15 décembre 1341-14 février 1342 | Barduccio di Deo de'Bardi                                      | Pr. du s. Oltrarno.                                        |
| 15 décembre 1341-14 février 1342 | Mess. Simone Peruzzi                                           | Pr. du s. San Piero Scheraggio. Chevalier.                 |
| 15 décembre 1341-14 février 1342 | Bernardo di Lapo Ardinghelli                                   | Pr. du s. Borgo.                                           |
| 15 décembre 1341-14 février 1342 | Chele di Pagno Bordoni                                         | Pr. du s. San Pancrazio.                                   |
| 15 décembre 1341-14 février 1342 | Giovanni di Donato Viviani                                     | Pr. du s. Porta del Duomo.                                 |
| 15 décembre 1341-14 février 1342 | Mess. Bartolo de'Ricci                                         | Pr. du s. Porta San Piero. Expert en droit (iurisperitus). |

## 1342
| Période de gouvernement          | Gonfaloniers de Justice et Prieurs            | Notes |
| -------------------------------- | --------------------------------------------- | --- |
| 15 décembre 1341-14 février 1342 | Gherardo Corsini                              | Gonf. issu du s. Oltrarno. |
| 15 décembre 1341-14 février 1342 | Barduccio di Deo de'Bardi                     | Pr. du s. Oltrarno. |
| 15 décembre 1341-14 février 1342 | Mess. Simone Peruzzi                          | Pr. du s. San Piero Scheraggio. Chevalier. |
| 15 décembre 1341-14 février 1342 | Bernardo di Lapo Ardinghelli                  | Pr. du s. Borgo. |
| 15 décembre 1341-14 février 1342 | Chele di Pagno Bordoni                        | Pr. du s. San Pancrazio. |
| 15 décembre 1341-14 février 1342 | Giovanni di Donato Viviani                    | Pr. du s. Porta del Duomo. |
| 15 décembre 1341-14 février 1342 | Mess. Bartolo de'Ricci                        | Pr. du s. Porta San Piero. Expert en droit (iurisperitus). |
| 15 février 1342-14 avril 1342    | Maso di Maso dell'Antella                     | Gonf. issu du s. San Piero Scheraggio. |
| 15 février 1342-14 avril 1342    | Mess. Bartolommeo da Castelfiorentino         | Pr. du s. Oltrarno. Juge. |
| 15 février 1342-14 avril 1342    | Guglielmo di Gherardo Lupicini                | Pr. du s. San Piero Scheraggio. |
| 15 février 1342-14 avril 1342    | Giotto di Fantone Angelotti                   | Pr. du s. Borgo. |
| 15 février 1342-14 avril 1342    | Lorenzo d'Adimari Villanuzzi                  | Pr. du s. San Pancrazio. |
| 15 février 1342-14 avril 1342    | Mess. Ugo di Lotteringo della Stufa           | Pr. du s. Porta del Duomo. |
| 15 février 1342-14 avril 1342    | Neri di Lippo del Palagio (ou del Palazzio)   | Pr. du s. Porta San Piero. |
| 15 avril 1342-14 juin 1342       | Francesco di Meo Acciaiuoli                   | Gonf. issu du s. Borgo. |
| 15 avril 1342-14 juin 1342       | Rinieri di Lando da Quarata (ou Quaratesi)    | Pr. du s. Oltrarno. |
| 15 avril 1342-14 juin 1342       | Aldighieri di Ser Gherardo                    | Pr. du s. San Piero Scheraggio. |
| 15 avril 1342-14 juin 1342       | Federigo di Mess. Arduino                     | Pr. du s. Borgo. |
| 15 avril 1342-14 juin 1342       | Luca di Gerino Strozzi                        | Pr. du s. San Pancrazio. |
| 15 avril 1342-14 juin 1342       | Sandro di Buto Davanzi                        | Pr. du s. Porta del Duomo. |
| 15 avril 1342-14 juin 1342       | Naddo di Ser Spigliato da Filicaia            | Pr. du s. Porta San Piero. |
| 15 juin 1342-14 août 1342        | Luigi di Lippo Aldobrandini                   | Gonf. issu du s. San Pancrazio. |
| 15 juin 1342-14 août 1342        | Giovanni di Gherardo Lanfredini               | Pr. du s. Oltrarno. |
| 15 juin 1342-14 août 1342        | Lapo del Bene                                 | Pr. du s. San Piero Scheraggio. |
| 15 juin 1342-14 août 1342        | Jacopo di Francesco del Bene                  | Pr. du s. Borgo. |
| 15 juin 1342-14 août 1342        | Cenni di Nardo Rucellai                       | Pr. du s. San Pancrazio. |
| 15 juin 1342-14 août 1342        | Filippo di Niccolò                            | Pr. du s. Porta del Duomo. |
| 15 juin 1342-14 août 1342        | Niccolò d'Ugho degli Albizzi                  | Pr. du s. Porta San Piero. |
| 15 août 1342-14 octobre 1342     | Grazia Guittomanni                            | Gonf. issu du s. Porta del Duomo. Mort en charge. |
| 15 août 1342-14 octobre 1342     | Niccolò di Grazia Guittomanni                 | Gonf. issu du s. Porta del Duomo. Fils du précédent, il lui succéda dans la charge de Gonfalonier de Justice pour achever le mandat.                                                                                |
| 15 août 1342-14 octobre 1342     | Corsino di Mozzo Corsini                      | Pr. du s. Oltrarno. |
| 15 août 1342-14 octobre 1342     | Mess. Francesco di Mess. Giovanni Rustichelli | Pr. du s. San Piero Scheraggio. Expert en droit (iurisperitus). |
| 15 août 1342-14 octobre 1342     | Bartolommeo di Guccio Siminetti               | Pr. du s. Borgo. |
| 15 août 1342-14 octobre 1342     | Paolo di Neri Bordoni                         | Pr. du s. San Pancrazio. Alors conservateur à Castiglione Aretino, il n'eut connaissance de son élection que le 16 août. Pendant deux jours, le temps de rentrer à Florence, il délégua son mandat à ses collègues. |
| 15 août 1342-14 octobre 1342     | Braccino di Piero di Durante Carnesecchi      | Pr. du s. Porta del Duomo. |
| 15 août 1342-14 octobre 1342     | Zato di Gaddo Passavanti                      | Pr. du s. Porta San Piero. |
| 15 octobre 1342-14 décembre 1342 | Piero di Giugno de'Giugni                     | Gonf. issu du s. Porta San Piero. |
| 15 octobre 1342-14 décembre 1342 | Mess. Donato di Lamberto Velluti              | Pr. du s. Oltrarno. |
| 15 octobre 1342-14 décembre 1342 | Bellaccio di Puccio                           | Pr. du s. San Piero Scheraggio. Boucher. |
| 15 octobre 1342-14 décembre 1342 | Giambene di Giovanni Cristiani                | Pr. du s. Borgo. |
| 15 octobre 1342-14 décembre 1342 | Michele di Cione Maffei                       | Pr. du s. San Pancrazio. |
| 15 octobre 1342-14 décembre 1342 | Andrea Casini                                 | Pr. du s. Porta del Duomo. |
| 15 octobre 1342-14 décembre 1342 | Manetto di Spigliato da Filicaia              | Pr. du s. Porta San Piero. |
| 15 décembre 1342-14 février 1343 | Arrigo di Guido Guidi                         | Gonf. issu du s. Oltrarno. |
| 15 décembre 1342-14 février 1343 | Neri Baldesi                                  | Pr. du s. Oltrarno. |
| 15 décembre 1342-14 février 1343 | Baldo Orlandini                               | Pr. du s. San Piero Scheraggio. |
| 15 décembre 1342-14 février 1343 | Lapo Bombeni                                  | Pr. du s. Borgo. |
| 15 décembre 1342-14 février 1343 | Ser Giovanni Pizzini                          | Pr. du s. San Pancrazio. |
| 15 décembre 1342-14 février 1343 | Lorenzo di Nello Rinucci                      | Pr. du s. Porta del Duomo. |
| 15 décembre 1342-14 février 1343 | Domenico di Fenci degli Uccellini             | Pr. du s. Porta San Piero. |

## 1343
| Période de gouvernement            | Gonfaloniers de Justice et Prieurs         | Notes                                                               |
| ---------------------------------- | ------------------------------------------ | ------------------------------------------------------------------- |
| 15 décembre 1342-14 février 1343   | Arrigo di Guido Guidi                      | Gonf. issu du s. Oltrarno.                                          |
| 15 décembre 1342-14 février 1343   | Neri Baldesi                               | Pr. du s. Oltrarno.                                                 |
| 15 décembre 1342-14 février 1343   | Baldo Orlandini                            | Pr. du s. San Piero Scheraggio.                                     |
| 15 décembre 1342-14 février 1343   | Lapo Bombeni                               | Pr. du s. Borgo.                                                    |
| 15 décembre 1342-14 février 1343   | Ser Giovanni Pizzini                       | Pr. du s. San Pancrazio.                                            |
| 15 décembre 1342-14 février 1343   | Lorenzo di Nello Rinucci                   | Pr. du s. Porta del Duomo.                                          |
| 15 décembre 1342-14 février 1343   | Domenico di Fenci degli Uccellini          | Pr. du s. Porta San Piero.                                          |
| 15 février 1343-14 avril 1343      | Giovanni di Guido dell'Antella             | Gonf. issu du s. San Piero Scheraggio.                              |
| 15 février 1343-14 avril 1343      | Giovanni di Dardano del Pace               | Pr. du s. Oltrarno.                                                 |
| 15 février 1343-14 avril 1343      | Ventura Visconti                           | Pr. du s. San Piero Scheraggio.                                     |
| 15 février 1343-14 avril 1343      | Francesco del Chiaro                       | Pr. du s. Borgo.                                                    |
| 15 février 1343-14 avril 1343      | Piero d'Anselmo di Palla Anselmi           | Pr. du s. San Pancrazio.                                            |
| 15 février 1343-14 avril 1343      | Lapo di Lapo Guidalotti                    | Pr. du s. Porta del Duomo.                                          |
| 15 février 1343-14 avril 1343      | Piero di Rigaletto                         | Pr. du s. Porta San Piero.                                          |
| 15 avril 1343-14 juin 1343         | Bettone di Cino Cini                       | Gonf. issu du s. Borgo.                                             |
| 15 avril 1343-14 juin 1343         | Giunta di Ciato                            | Pr. du s. Oltrarno. Forgeron (ferraiolo) ?                          |
| 15 avril 1343-14 juin 1343         | Sandro dell'Asino                          | Pr. du s. San Piero Scheraggio.                                     |
| 15 avril 1343-14 juin 1343         | Bettino d'Albizzo del Bene                 | Pr. du s. Borgo.                                                    |
| 15 avril 1343-14 juin 1343         | Buto di Baldo                              | Pr. du s. San Pancrazio.                                            |
| 15 avril 1343-14 juin 1343         | Ruberto Martelli                           | Pr. du s. Porta del Duomo. Fabricant d'épées (spadarius, spadaio) ? |
| 15 avril 1343-14 juin 1343         | Buono di Filippo                           | Pr. du s. Porta San Piero.                                          |
| 15 juin 1343-14 août 1343          | Francesco di Pacino                        | Gonf. issu du s. San Pancrazio. Fripier (rigattiere).               |
| 15 juin 1343-14 août 1343          | Andrea di Mess. Lapo della Botte           | Pr. du s. Oltrarno.                                                 |
| 15 juin 1343-14 août 1343          | Francesco Unganelli                        | Pr. du s. San Piero Scheraggio.                                     |
| 15 juin 1343-14 août 1343          | Alamanno di Monte Acciaiuoli               | Pr. du s. Borgo.                                                    |
| 15 juin 1343-14 août 1343          | Jacopo di Ceffo Beccanugi                  | Pr. du s. San Pancrazio.                                            |
| 15 juin 1343-14 août 1343          | Piero Buti                                 | Pr. du s. Porta del Duomo. Fabricant de meubles (cassetaio).        |
| 15 juin 1343-14 août 1343          | Carmanno di Gaddo Falconieri               | Pr. du s. Porta San Piero.                                          |
| 28 août 1343-22 septembre 1343     | Zanobi di Mess. Lapo Mannelli              | Pr. noble du q. San Spirito.                                        |
| 28 août 1343-22 septembre 1343     | Sandro di Simone da Quarata (ou Quaratesi) | Pr. du Popolo du q. San Spirito.                                    |
| 28 août 1343-22 septembre 1343     | Niccolò di Cione Ridolfi                   | Pr. du Popolo du q. San Spirito.                                    |
| 28 août 1343-22 septembre 1343     | Mess. Razzante Foraboschi                  | Pr. noble du q. Santa Croce.                                        |
| 28 août 1343-22 septembre 1343     | Borghino Taddei                            | Pr. du Popolo du q. Santa Croce.                                    |
| 28 août 1343-22 septembre 1343     | Nastagio di Bonaguida Tolosini             | Pr. du Popolo du q. Santa Croce.                                    |
| 28 août 1343-22 septembre 1343     | Ugo di Lapo Spini                          | Pr. noble du q. Santa Maria Novella.                                |
| 28 août 1343-22 septembre 1343     | Mess. Marco de'Marchi                      | Pr. du Popolo du q. Santa Maria Novella.                            |
| 28 août 1343-22 septembre 1343     | Antonio d'Orso Valentini                   | Pr. du Popolo du q. Santa Maria Novella.                            |
| 28 août 1343-22 septembre 1343     | Francesco di Lapo Adimari                  | Pr. noble du q. San Giovanni.                                       |
| 28 août 1343-22 septembre 1343     | Neri di Lippo del Palagio (ou del Palazzo) | Pr. du Popolo du q. San Giovanni.                                   |
| 28 août 1343-22 septembre 1343     | Bellincione d'Uberto degli Albizzi         | Pr. du Popolo du q. San Giovanni.                                   |
| 22 septembre 1343-31 octobre 1343  | Sandro di Simone da Quarata (ou Quaratesi) | Gonf. issu du q. San Spirito.                                       |
| 22 septembre 1343-31 octobre 1343  | Niccolò di Cione Ridolfi                   | Pr. du q. San Spirito.                                              |
| 22 septembre 1343-31 octobre 1343  | Borghino Taddei                            | Pr. du q. Santa Croce.                                              |
| 22 septembre 1343-31 octobre 1343  | Nastagio di Bonaguida Tolosini             | Pr. du q. Santa Croce.                                              |
| 22 septembre 1343-31 octobre 1343  | Mess. Marco de'Marchi                      | Pr. du q. Santa Maria Novella.                                      |
| 22 septembre 1343-31 octobre 1343  | Antonio d'Orso Valentini                   | Pr. du q. Santa Maria Novella.                                      |
| 22 septembre 1343-31 octobre 1343  | Neri di Lippo del Palagio (ou del Palazzo) | Pr. du q. San Giovanni.                                             |
| 22 septembre 1343-31 octobre 1343  | Bellincione d'Uberto degli Albizzi         | Pr. du q. San Giovanni.                                             |
| 1er novembre 1343-31 décembre 1343 | Ser Ormannozzo del Bianco Deti             | Gonf. issu du q. San Spirito.                                       |
| 1er novembre 1343-31 décembre 1343 | Giunta di Ciato                            | Pr. du q. San Spirito. Forgeron (ferraiolo) ?                       |
| 1er novembre 1343-31 décembre 1343 | Jacopo Armati                              | Pr. du q. San Spirito.                                              |
| 1er novembre 1343-31 décembre 1343 | Naccio Buoncristiani                       | Pr. du q. Santa Croce. Apothicaire (speziale).                      |
| 1er novembre 1343-31 décembre 1343 | Buonarrota di Simone di Buonarrota         | Pr. du q. Santa Croce.                                              |
| 1er novembre 1343-31 décembre 1343 | Ubaldino di Fastello Petriboni             | Pr. du q. Santa Maria Novella.                                      |
| 1er novembre 1343-31 décembre 1343 | Francesco di Giunta Borghi                 | Pr. du q. Santa Maria Novella.                                      |
| 1er novembre 1343-31 décembre 1343 | Domenico di Guerruccio                     | Pr. du q. San Giovanni. Boucher (beccaio).                          |
| 1er novembre 1343-31 décembre 1343 | Naldo di Nozzo di Naldo Baldi              | Pr. du q. San Giovanni. Fabricant d'épées (spadaio) ?               |

## 1344
| Période de gouvernement            | Gonfaloniers de Justice et Prieurs                   | Notes                                                                                        |
| ---------------------------------- | ---------------------------------------------------- | -------------------------------------------------------------------------------------------- |
| 1er janvier 1344-29 février 1344   | Filippozzo di Bonaccorso Soldani                     | Gonf. issu du q. Santa Croce.                                                                |
| 1er janvier 1344-29 février 1344   | Guglielmo d'Agnolino                                 | Pr. du q. San Spirito. Tisserand (pezzaio).                                                  |
| 1er janvier 1344-29 février 1344   | Lapaccio di Duccio                                   | Pr. du q. San Spirito. Boucher (beccaio).                                                    |
| 1er janvier 1344-29 février 1344   | Guido di Puccio                                      | Pr. du q. Santa Croce. Marchand de blé (biadainolo).                                         |
| 1er janvier 1344-29 février 1344   | Lotto del Maestro Cambio Salviati                    | Pr. du q. Santa Croce.                                                                       |
| 1er janvier 1344-29 février 1344   | Francesco di Adatto                                  | Pr. du q. Santa Maria Novella. Changeur de monnaie (cambiatore).                             |
| 1er janvier 1344-29 février 1344   | Maso di Lione                                        | Pr. du q. Santa Maria Novella. Tailleur de pierre (tagliapietre) et charpentier (falegname). |
| 1er janvier 1344-29 février 1344   | Ser Francesco di Cenni                               | Pr. du q. San Giovanni. Notaire.                                                             |
| 1er janvier 1344-29 février 1344   | Lorenzo di Neri del Bezzuola                         | Pr. du q. San Giovanni.                                                                      |
| 1er mars 1344-30 avril 1344        | Spinello di Primerano da Mosciano                    | Gonf. issu du q. Santa Maria Novella.                                                        |
| 1er mars 1344-30 avril 1344        | Guerruccio Borgarelli                                | Pr. du q. San Spirito. Cordonnier (calzolaio).                                               |
| 1er mars 1344-30 avril 1344        | Giovanni di Stefano Soderini                         | Pr. du q. San Spirito.                                                                       |
| 1er mars 1344-30 avril 1344        | Francesco di Guerrino                                | Pr. du q. Santa Croce. Menuisier (legnaiolo).                                                |
| 1er mars 1344-30 avril 1344        | Geri di Ser Gherardo Risaliti                        | Pr. du q. Santa Croce.                                                                       |
| 1er mars 1344-30 avril 1344        | Coverino Manetti                                     | Pr. du q. Santa Maria Novella. Boucher (beccaio).                                            |
| 1er mars 1344-30 avril 1344        | Lorenzo di Meglio Fagiuoli                           | Pr. du q. Santa Maria Novella.                                                               |
| 1er mars 1344-30 avril 1344        | Mari di Talento de'Medici                            | Pr. du q. San Giovanni.                                                                      |
| 1er mars 1344-30 avril 1344        | Bartolommeo di Dante Guidalotti                      | Pr. du q. San Giovanni.                                                                      |
| 1er mai 1344-30 juin 1344          | Vanni di Falco Rondinelli                            | Gonf. issu du q. San Giovanni.                                                               |
| 1er mai 1344-30 juin 1344          | Lapo di Bruno                                        | Pr. du q. San Spirito. Artisan du cuir (coreggiaio).                                         |
| 1er mai 1344-30 juin 1344          | Bartolo di Lapo Strada                               | Pr. du q. San Spirito.                                                                       |
| 1er mai 1344-30 juin 1344          | Neri di Bartolino                                    | Pr. du q. Santa Croce. Apothicaire (speziale).                                               |
| 1er mai 1344-30 juin 1344          | Lippo di Ricco                                       | Pr. du q. Santa Croce. Tanneur (galigaio).                                                   |
| 1er mai 1344-30 juin 1344          | Baldese Falconieri                                   | Pr. du q. Santa Maria Novella. Forgeron (ferraiolo) ?                                        |
| 1er mai 1344-30 juin 1344          | Piero di Giotto de'Marchi                            | Pr. du q. Santa Maria Novella.                                                               |
| 1er mai 1344-30 juin 1344          | Ser Gino di Ser Giovanni di Gino Ginori da Calenzano | Pr. du q. San Giovanni.                                                                      |
| 1er mai 1344-30 juin 1344          | Geri di Vermiglio                                    | Pr. du q. San Giovanni.                                                                      |
| 1er juillet 1344-31 août 1344      | Vanni del Migliore                                   | Gonf. issu du q. Santa Maria Novella.                                                        |
| 1er juillet 1344-31 août 1344      | Lapaccio del Bene                                    | Pr. du q. San Spirito.                                                                       |
| 1er juillet 1344-31 août 1344      | Niccolò di Nome                                      | Pr. du q. San Spirito. Négociant en vins (vinattiere).                                       |
| 1er juillet 1344-31 août 1344      | Piero di Guccio Filippi                              | Pr. du q. Santa Croce.                                                                       |
| 1er juillet 1344-31 août 1344      | Piero di Dino                                        | Pr. du q. Santa Croce. Forgeron (manescalco).                                                |
| 1er juillet 1344-31 août 1344      | Guido di Puccio                                      | Pr. du q. Santa Maria Novella. Marchand de lin (linaiolo).                                   |
| 1er juillet 1344-31 août 1344      | Paolo di Mess. Jacopo Strozzi                        | Pr. du q. Santa Maria Novella.                                                               |
| 1er juillet 1344-31 août 1344      | Vanni di Pagno degli Albizzi                         | Pr. du q. San Giovanni.                                                                      |
| 1er juillet 1344-31 août 1344      | Giovanni di Casella                                  | Pr. du q. San Giovanni. Marchand de tissu au détail (ritagliatore).                          |
| 1er septembre 1344-31 octobre 1344 | Ruggieri di Mess. Lapo da Castiglionchio             | Gonf. issu du q. Santa Croce.                                                                |
| 1er septembre 1344-31 octobre 1344 | Lapo di Bartolo                                      | Pr. du q. San Spirito. Drapier (pannaiolo).                                                  |
| 1er septembre 1344-31 octobre 1344 | Bartolo di Cenni Biliotti                            | Pr. du q. San Spirito.                                                                       |
| 1er septembre 1344-31 octobre 1344 | Guglielmo di Bacherino                               | Pr. du q. Santa Croce. Marchand de chaussures (pianellaio).                                  |
| 1er septembre 1344-31 octobre 1344 | Betto Betti                                          | Pr. du q. Santa Croce. Boulanger (fornaio).                                                  |
| 1er septembre 1344-31 octobre 1344 | Paolo di Cecco Gianni                                | Pr. du q. Santa Maria Novella. Fripier (rigattiere).                                         |
| 1er septembre 1344-31 octobre 1344 | Lapo di Buto                                         | Pr. du q. Santa Maria Novella. Tanneur (galigaio).                                           |
| 1er septembre 1344-31 octobre 1344 | Lorenzo di Jacopino Gualinghi                        | Pr. du q. San Giovanni.                                                                      |
| 1er septembre 1344-31 octobre 1344 | Gilio d'Andrea Aghinetti                             | Pr. du q. San Giovanni.                                                                      |
| 1er novembre 1344-31 décembre 1344 | Paolo di Neri Bordoni                                | Gonf. issu du q. Santa Maria Novella.                                                        |
| 1er novembre 1344-31 décembre 1344 | Neri di Baldese                                      | Pr. du q. San Spirito. Cordonnier (calzolaio).                                               |
| 1er novembre 1344-31 décembre 1344 | Totto di Rinaldo da Panzano                          | Pr. du q. San Spirito.                                                                       |
| 1er novembre 1344-31 décembre 1344 | Andrea di Ghese                                      | Pr. du q. Santa Croce. Fabricant de doublures (farsettaio).                                  |
| 1er novembre 1344-31 décembre 1344 | Mess. Simone Peruzzi                                 | Pr. du q. Santa Croce. Chevalier.                                                            |
| 1er novembre 1344-31 décembre 1344 | Masino di Gallo                                      | Pr. du q. Santa Maria Novella. Tanneur (galigaio).                                           |
| 1er novembre 1344-31 décembre 1344 | Nastagio di Cambio                                   | Pr. du q. Santa Maria Novella. Drapier (lanaiuolo).                                          |
| 1er novembre 1344-31 décembre 1344 | Neri Fioravanti                                      | Pr. du q. San Giovanni. Tailleur de pierre (tagliapietre) et charpentier (legnaiolo).        |
| 1er novembre 1344-31 décembre 1344 | Domenico di Ser Vanni                                | Pr. du q. San Giovanni. Changeur de monnaie (cambiatore).                                    |

## 1345
| Période de gouvernement            | Gonfaloniers de Justice et Prieurs       | Notes                                                            |
| ---------------------------------- | ---------------------------------------- | ---------------------------------------------------------------- |
| 1er janvier 1345-28 février 1345   | Maso di Chiaramontese degli Uccellini    | Gonf.                                                            |
| 1er janvier 1345-28 février 1345   | Filippo di Giovanni Machiavelli          | Pr. du q. San Spirito.                                           |
| 1er janvier 1345-28 février 1345   | Giovanni di Maestra Carina               | Pr. du q. San Spirito. Fripier (rigattiere).                     |
| 1er janvier 1345-28 février 1345   | Ser Zanobi di Ser Bartolo da Pozzolatico | Pr. du q. Santa Croce.                                           |
| 1er janvier 1345-28 février 1345   | Zanobi di Berto Rinieri                  | Pr. du q. Santa Croce.                                           |
| 1er janvier 1345-28 février 1345   | Coppo di Stefano                         | Pr. du q. Santa Maria Novella.                                   |
| 1er janvier 1345-28 février 1345   | Mess. Orlando Marini                     | Pr. du q. Santa Maria Novella. Juge.                             |
| 1er janvier 1345-28 février 1345   | Francesco di Giovanni                    | Pr. du q. San Giovanni. Boucher (beccaio).                       |
| 1er janvier 1345-28 février 1345   | Giovanni di Niccolò                      | Pr. du q. San Giovanni. Teinturier (tintore).                    |
| 1er mars 1345-30 avril 1345        | Paolo di Boccuccio Vettori Capponi       | Gonf. issu du q. San Spirito.                                    |
| 1er mars 1345-30 avril 1345        | Felice di Lapo Benci                     | Pr. du q. San Spirito.                                           |
| 1er mars 1345-30 avril 1345        | Ser Marco di Ser Buono da Ugnano         | Pr. du q. San Spirito.                                           |
| 1er mars 1345-30 avril 1345        | Guglielmo di Gherardo Lupicini           | Pr. du q. Santa Croce.                                           |
| 1er mars 1345-30 avril 1345        | Giovanni di Donato                       | Pr. du q. Santa Croce. Cordonnier (calzolaio).                   |
| 1er mars 1345-30 avril 1345        | Stefano di Stefano                       | Pr. du q. Santa Maria Novella. Drapier (lanaiuolo).              |
| 1er mars 1345-30 avril 1345        | Azzino di Gualberto                      | Pr. du q. Santa Maria Novella. Forgeron (fabbro).                |
| 1er mars 1345-30 avril 1345        | Forese di Geri Ferrantini                | Pr. du q. San Giovanni.                                          |
| 1er mars 1345-30 avril 1345        | Uberto di Pagno degli Albizzi            | Pr. du q. San Giovanni.                                          |
| 1er mai 1345-30 juin 1345          | Giovanni di Mess. Lapo Arnolfi           | Gonf. issu du q. Santa Croce.                                    |
| 1er mai 1345-30 juin 1345          | Niccolò di Latino                        | Pr. du q. San Spirito. Apothicaire (speziale).                   |
| 1er mai 1345-30 juin 1345          | Francesco del Benino Neldi               | Pr. du q. San Spirito.                                           |
| 1er mai 1345-30 juin 1345          | Dino di Centi                            | Pr. du q. Santa Croce. Cordonnier (calzolaio).                   |
| 1er mai 1345-30 juin 1345          | Bonsi d'Orlando                          | Pr. du q. Santa Croce.                                           |
| 1er mai 1345-30 juin 1345          | Simone di Piero Borsi                    | Pr. du q. Santa Maria Novella.                                   |
| 1er mai 1345-30 juin 1345          | Giannozzo Rinaldi                        | Pr. du q. Santa Maria Novella.                                   |
| 1er mai 1345-30 juin 1345          | Piero di Saggio                          | Pr. du q. San Giovanni. Fabricant de meubles (tavolacciaio).     |
| 1er mai 1345-30 juin 1345          | Chimenti di Boncristiano Baronci         | Pr. du q. San Giovanni.                                          |
| 1er juillet 1345-31 août 1345      | Paolo del Buono                          | Gonf.                                                            |
| 1er juillet 1345-31 août 1345      | Guido del Bianco Deti                    | Pr. du q. San Spirito.                                           |
| 1er juillet 1345-31 août 1345      | Vanni Lamberti                           | Pr. du q. San Spirito.                                           |
| 1er juillet 1345-31 août 1345      | Foresino di Totto                        | Pr. du q. Santa Croce. Cordonnier (calzolaio).                   |
| 1er juillet 1345-31 août 1345      | Mess. Francesco di Mess. Lotto Salviati  | Pr. du q. Santa Croce. Expert en droit (iurisperitus).           |
| 1er juillet 1345-31 août 1345      | Matteo di Boninsegna                     | Pr. du q. Santa Maria Novella.                                   |
| 1er juillet 1345-31 août 1345      | Cecco di Gianni                          | Pr. du q. Santa Maria Novella. Fripier (rigattiere).             |
| 1er juillet 1345-31 août 1345      | Lapaccio di Neri                         | Pr. du q. San Giovanni. Négociant en vins (vinattiere).          |
| 1er juillet 1345-31 août 1345      | Filippo di Niccolò                       | Pr. du q. San Giovanni.                                          |
| 1er septembre 1345-31 octobre 1345 | Lorino di Bonaiuto Lorini                | Gonf. issu du q. San Giovanni.                                   |
| 1er septembre 1345-31 octobre 1345 | Andrea del Benozzo                       | Pr. du q. San Spirito.                                           |
| 1er septembre 1345-31 octobre 1345 | Salvino di Bruno                         | Pr. du q. San Spirito. Fripier (rigattiere).                     |
| 1er septembre 1345-31 octobre 1345 | Lapo del Bene                            | Pr. du q. Santa Croce.                                           |
| 1er septembre 1345-31 octobre 1345 | Gabbriello di Ser Simone                 | Pr. du q. Santa Croce.                                           |
| 1er septembre 1345-31 octobre 1345 | Naddo di Lapo                            | Pr. du q. Santa Maria Novella. Boucher (beccaio).                |
| 1er septembre 1345-31 octobre 1345 | Mess. Oddo di Mess. Bindo Altoviti       | Pr. du q. Santa Maria Novella.                                   |
| 1er septembre 1345-31 octobre 1345 | Mazzetto di Guadagno                     | Pr. du q. San Giovanni.                                          |
| 1er septembre 1345-31 octobre 1345 | Francesco di Lapo                        | Pr. du q. San Giovanni. Fabricant de peignes (pettinagnolo).     |
| 1er novembre 1345-31 décembre 1345 | Luigi di Mess. Andrea de'Mozzi           | Gonf. issu du q. San Spirito.                                    |
| 1er novembre 1345-31 décembre 1345 | Salvi di Lapo                            | Pr. du q. San Spirito. Forgeron (ferraiolo) ?                    |
| 1er novembre 1345-31 décembre 1345 | Bandino di Bartolo Bandini               | Pr. du q. San Spirito.                                           |
| 1er novembre 1345-31 décembre 1345 | Tingo di Guido Mancini                   | Pr. du q. Santa Croce.                                           |
| 1er novembre 1345-31 décembre 1345 | Bese Dusini                              | Pr. du q. Santa Croce.                                           |
| 1er novembre 1345-31 décembre 1345 | Lorenzo di Ser Guido                     | Pr. du q. Santa Maria Novella.                                   |
| 1er novembre 1345-31 décembre 1345 | Bartolo di Tommaso                       | Pr. du q. Santa Maria Novella. Fabricant d'aiguilles (agoraio) ? |
| 1er novembre 1345-31 décembre 1345 | Ser Lotto di Puccio                      | Pr. du q. San Giovanni.                                          |
| 1er novembre 1345-31 décembre 1345 | Cino di Colto                            | Pr. du q. San Giovanni. Négociant en vins (vinattiere).          |

## 1346
| Période de gouvernement            | Gonfaloniers de Justice et Prieurs         | Notes                                                              |
| ---------------------------------- | ------------------------------------------ | ------------------------------------------------------------------ |
| 1er janvier 1346-28 février 1346   | Giovanni di Guasco Covoni                  | Gonf. issu du q. San Giovanni.                                     |
| 1er janvier 1346-28 février 1346   | Sassolo di Giunta                          | Pr. du q. San Spirito. Négociant en vins (vinattiere).             |
| 1er janvier 1346-28 février 1346   | Lippo di Lotto                             | Pr. du q. San Spirito. Apothicaire (speziale).                     |
| 1er janvier 1346-28 février 1346   | Pela di Nuccio                             | Pr. du q. Santa Croce. Hôtelier (albergatore).                     |
| 1er janvier 1346-28 février 1346   | Filippo di Cionetto de'Bastari             | Pr. du q. Santa Croce. Fripier (rigattiere).                       |
| 1er janvier 1346-28 février 1346   | Francesco di Pacino                        | Pr. du q. Santa Maria Novella.                                     |
| 1er janvier 1346-28 février 1346   | Andrea di Nino Rucellai                    | Pr. du q. Santa Maria Novella.                                     |
| 1er janvier 1346-28 février 1346   | Francesco di Fiorentino Pagni              | Pr. du q. San Giovanni.                                            |
| 1er janvier 1346-28 février 1346   | Giusto di Lotto Delli                      | Pr. du q. San Giovanni.                                            |
| 1er mars 1346-30 avril 1346        | Primerano d'Ubriaco Serragli               | Gonf. issu du q. Santa Maria Novella.                              |
| 1er mars 1346-30 avril 1346        | Francesco di Buto                          | Pr. du q. San Spirito. Cordonnier (calzolaio).                     |
| 1er mars 1346-30 avril 1346        | Mess. Guido Dandi                          | Pr. du q. San Spirito.                                             |
| 1er mars 1346-30 avril 1346        | Bartolo di Geri                            | Pr. du q. Santa Croce. Menuisier (legnaiolo).                      |
| 1er mars 1346-30 avril 1346        | Niccolò d'Ugolino de'Giugni                | Pr. du q. Santa Croce.                                             |
| 1er mars 1346-30 avril 1346        | Bencino d'Albizzo                          | Pr. du q. Santa Maria Novella. Marchand d'huile (oliandolo).       |
| 1er mars 1346-30 avril 1346        | Luca d'Alberto di Pazzino Lucalberti       | Pr. du q. Santa Maria Novella.                                     |
| 1er mars 1346-30 avril 1346        | Michele di Vieri Rondinelli                | Pr. du q. San Giovanni.                                            |
| 1er mars 1346-30 avril 1346        | Matteo di Lando Biliotti                   | Pr. du q. San Giovanni.                                            |
| 1er mai 1346-30 juin 1346          | Giovanni di Niccolò di Mariotto da Cerreto | Gonf. issu du q. San Giovanni.                                     |
| 1er mai 1346-30 juin 1346          | Guido di Bernardo                          | Pr. du q. San Spirito. Fromager (pizzicagnolo).                    |
| 1er mai 1346-30 juin 1346          | Betto di Nagio                             | Pr. du q. San Spirito.                                             |
| 1er mai 1346-30 juin 1346          | Bellaccio di Puccio                        | Pr. du q. Santa Croce. Boucher (beccaio).                          |
| 1er mai 1346-30 juin 1346          | Cionellino di Bello Alberti                | Pr. du q. Santa Croce.                                             |
| 1er mai 1346-30 juin 1346          | Piero Guglielmi (Stracciabende ?)          | Pr. du q. Santa Maria Novella.                                     |
| 1er mai 1346-30 juin 1346          | Duccio di Bardo Altoviti                   | Pr. du q. Santa Maria Novella.                                     |
| 1er mai 1346-30 juin 1346          | Giunta di Giovanni                         | Pr. du q. San Giovanni. Artisan du cuir (coreggiaio).              |
| 1er mai 1346-30 juin 1346          | Benozzo di Cino                            | Pr. du q. San Giovanni. Armurier (armaiolo).                       |
| 1er juillet 1346-31 août 1346      | Francesco di Balduccio Pegolotti           | Gonf.                                                              |
| 1er juillet 1346-31 août 1346      | Vanni di Lando                             | Pr. du q. San Spirito. Maréchal-ferrant (ferratore).               |
| 1er juillet 1346-31 août 1346      | Giovanni di Cione Falconi                  | Pr. du q. San Spirito.                                             |
| 1er juillet 1346-31 août 1346      | Bartolo di Neri                            | Pr. du q. Santa Croce. Fromager (pizzicagnolo).                    |
| 1er juillet 1346-31 août 1346      | Rinaldo di Ser Rustichello                 | Pr. du q. Santa Croce.                                             |
| 1er juillet 1346-31 août 1346      | Giambene di Giovanni Cristiani             | Pr. du q. Santa Maria Novella.                                     |
| 1er juillet 1346-31 août 1346      | Bingeri di Nardo Rucellai                  | Pr. du q. Santa Maria Novella.                                     |
| 1er juillet 1346-31 août 1346      | Tommaso di Diodato Baronci                 | Pr. du q. San Giovanni.                                            |
| 1er juillet 1346-31 août 1346      | Giovanni di Lapo                           | Pr. du q. San Giovanni. Teinturier (tintore).                      |
| 1er septembre 1346-31 octobre 1346 | Mess Agnolo di Neri Alberti                | Gonf. issu du q. Santa Croce.                                      |
| 1er septembre 1346-31 octobre 1346 | Cionellino di Ghingo Aldobrandini          | Pr. du q. San Spirito.                                             |
| 1er septembre 1346-31 octobre 1346 | Donato di Balsamino                        | Pr. du q. San Spirito. Boulanger (fornaciaio).                     |
| 1er septembre 1346-31 octobre 1346 | Cecco Civoli                               | Pr. du q. Santa Croce. Marchand de blé (biadaiolo).                |
| 1er septembre 1346-31 octobre 1346 | Simone Bertini                             | Pr. du q. Santa Croce. Marchand de tissu au détail (ritagliatore). |
| 1er septembre 1346-31 octobre 1346 | Michele Bocchi                             | Pr. du q. Santa Maria Novella. Cordonnier (calzolaio).             |
| 1er septembre 1346-31 octobre 1346 | Stefano di Puccio                          | Pr. du q. Santa Maria Novella. Tailleur de pierre (tagliapietre).  |
| 1er septembre 1346-31 octobre 1346 | Rosso di Ricciardo de'Ricci                | Pr. du q. San Giovanni.                                            |
| 1er septembre 1346-31 octobre 1346 | Agnolo di Giano degli Albizzi              | Pr. du q. San Giovanni.                                            |
| 1er novembre 1346-31 décembre 1346 | Lippo di Dono del Saggina                  | Gonf. issu du q. Santa Maria Novella.                              |
| 1er novembre 1346-31 décembre 1346 | Guadagno di Mazzetto                       | Pr. du q. San Spirito. Boulanger (fornaio).                        |
| 1er novembre 1346-31 décembre 1346 | Pierotto di Braccino                       | Pr. du q. San Spirito. Orfèvre (orafo).                            |
| 1er novembre 1346-31 décembre 1346 | Piero di Romolo                            | Pr. du q. Santa Croce. Boucher (beccaio).                          |
| 1er novembre 1346-31 décembre 1346 | Francesco di Lone                          | Pr. du q. Santa Croce. Forgeron (fabbro).                          |
| 1er novembre 1346-31 décembre 1346 | Bartolo di Cino Benvenuti                  | Pr. du q. Santa Maria Novella.                                     |
| 1er novembre 1346-31 décembre 1346 | Jacopo di Chele Bordoni                    | Pr. du q. Santa Maria Novella.                                     |
| 1er novembre 1346-31 décembre 1346 | Filippo di Cinto                           | Pr. du q. San Giovanni. Fripier (rigattiere).                      |
| 1er novembre 1346-31 décembre 1346 | Baldovino Landi                            | Pr. du q. San Giovanni. Apothicaire (speziale).                    |

## 1347
| Période de gouvernement            | Gonfaloniers de Justice et Prieurs                        | Notes                                                                                  |
| ---------------------------------- | --------------------------------------------------------- | -------------------------------------------------------------------------------------- |
| 1er janvier 1347-28 février 1347   | Piero d'Uguccione del Papa                                | Gonf. issu du q. San Giovanni.                                                         |
| 1er janvier 1347-28 février 1347   | Taddeo di Bono Strada                                     | Pr. du q. San Spirito.                                                                 |
| 1er janvier 1347-28 février 1347   | Mannello di Lando Guidotti                                | Pr. du q. San Spirito.                                                                 |
| 1er janvier 1347-28 février 1347   | Marco di Cristiano                                        | Pr. du q. Santa Croce. Négociant en vins (vinattiere).                                 |
| 1er janvier 1347-28 février 1347   | Filippo del Rosso Bagnesi                                 | Pr. du q. Santa Croce.                                                                 |
| 1er janvier 1347-28 février 1347   | Andrea d'Ottinello                                        | Pr. du q. Santa Maria Novella. Cordonnier (calzolaio).                                 |
| 1er janvier 1347-28 février 1347   | Andrea d'Ubertino Strozzi                                 | Pr. du q. Santa Maria Novella.                                                         |
| 1er janvier 1347-28 février 1347   | Tano di Tuccio Somella                                    | Pr. du q. San Giovanni.                                                                |
| 1er janvier 1347-28 février 1347   | Gherardo di Ghese                                         | Pr. du q. San Giovanni. Boucher (beccaio).                                             |
| 1er mars 1347-30 avril 1347        | Giovanni di Gherardo Lanfredini                           | Gonf. issu du q. San Spirito.                                                          |
| 1er mars 1347-30 avril 1347        | Antonio di Bartolo                                        | Pr. du q. San Spirito. Cordier (funaiolo).                                             |
| 1er mars 1347-30 avril 1347        | Geppo di Ricco Pitti                                      | Pr. du q. San Spirito.                                                                 |
| 1er mars 1347-30 avril 1347        | Simone del Maestro Fagno                                  | Pr. du q. Santa Croce.                                                                 |
| 1er mars 1347-30 avril 1347        | Vaccio di Ciano                                           | Pr. du q. Santa Croce. Il mourut brusquement en charge et fut remplacé par le suivant. |
| 1er mars 1347-30 avril 1347        | Guido del Fabro Tolosini                                  | Pr. du q. Santa Croce. Il remplaça le précédent à une date indéterminée.               |
| 1er mars 1347-30 avril 1347        | Salimbene di Bruno                                        | Pr. du q. Santa Maria Novella. Boulanger (fornaio).                                    |
| 1er mars 1347-30 avril 1347        | Cino di Federigo                                          | Pr. du q. Santa Maria Novella. Changeur de monnaie (cambiatore).                       |
| 1er mars 1347-30 avril 1347        | Stoldo di Lore                                            | Pr. du q. San Giovanni. Fourreur (pellicciaio).                                        |
| 1er mars 1347-30 avril 1347        | Nepo di Cecco Spina                                       | Pr. du q. San Giovanni.                                                                |
| 1er mai 1347-30 juin 1347          | Mess Gianniano di Lapo Rinaldelli                         | Gonf. issu du q. Santa Croce.                                                          |
| 1er mai 1347-30 juin 1347          | Michele di Tieri                                          | Pr. du q. San Spirito. Boulanger (fornaio).                                            |
| 1er mai 1347-30 juin 1347          | Sandro di Zanobi dello Scelto                             | Pr. du q. San Spirito.                                                                 |
| 1er mai 1347-30 juin 1347          | Jacopo di Gherardo di Gentile                             | Pr. du q. Santa Croce.                                                                 |
| 1er mai 1347-30 juin 1347          | Chiarozzo della Mora                                      | Pr. du q. Santa Croce.                                                                 |
| 1er mai 1347-30 juin 1347          | Jacopo di Tuccio Tani                                     | Pr. du q. Santa Maria Novella.                                                         |
| 1er mai 1347-30 juin 1347          | Bardo Altoviti                                            | Pr. du q. Santa Maria Novella.                                                         |
| 1er mai 1347-30 juin 1347          | Zanobi di Caruccio                                        | Pr. du q. San Giovanni. Marchand de blé (biadaiolo).                                   |
| 1er mai 1347-30 juin 1347          | Fuligno di Vanni                                          | Pr. du q. San Giovanni. Marchand de lin (linaiolo).                                    |
| 1er juillet 1347-31 août 1347      | Ubaldino di Niccolò Ardinghelli                           | Gonf. issu du q. Santa Maria Novella.                                                  |
| 1er juillet 1347-31 août 1347      | Rinieri di Ser Segna                                      | Pr. du q. San Spirito.                                                                 |
| 1er juillet 1347-31 août 1347      | Meglio Bonanni                                            | Pr. du q. San Spirito.                                                                 |
| 1er juillet 1347-31 août 1347      | Francesco di Fabbrino                                     | Pr. du q. Santa Croce. Négociant en vins (vinattiere).                                 |
| 1er juillet 1347-31 août 1347      | Giovanni Cignamochi                                       | Pr. du q. Santa Croce.                                                                 |
| 1er juillet 1347-31 août 1347      | Gherardo di Chele Bordoni                                 | Pr. du q. Santa Maria Novella.                                                         |
| 1er juillet 1347-31 août 1347      | Giovanni di Guglielmo                                     | Pr. du q. Santa Maria Novella. Marchand de soie (setaiolo).                            |
| 1er juillet 1347-31 août 1347      | Zanobi di Neri Camerini                                   | Pr. du q. San Giovanni.                                                                |
| 1er juillet 1347-31 août 1347      | Bartolo di Lore                                           | Pr. du q. San Giovanni. Boucher (beccaio).                                             |
| 1er septembre 1347-31 octobre 1347 | Matteo di Borgo Rinaldi                                   | Gonf. issu du q. San Giovanni.                                                         |
| 1er septembre 1347-31 octobre 1347 | Niccolò di Bocchino Rimbaldesi                            | Pr. du q. San Spirito.                                                                 |
| 1er septembre 1347-31 octobre 1347 | Salvino di Martino                                        | Pr. du q. San Spirito. Cordonnier (calzolaio).                                         |
| 1er septembre 1347-31 octobre 1347 | Bencivenni di Buonsostegno                                | Pr. du q. Santa Croce.                                                                 |
| 1er septembre 1347-31 octobre 1347 | Nastagio di Lapo di Talento Bucelli (ou Nastasio Bucelli) | Pr. du q. Santa Croce.                                                                 |
| 1er septembre 1347-31 octobre 1347 | Soldo di Mess. Ubertino Strozzi                           | Pr. du q. Santa Maria Novella.                                                         |
| 1er septembre 1347-31 octobre 1347 | Bernardo di Simone                                        | Pr. du q. Santa Maria Novella. Boulanger (fornaio).                                    |
| 1er septembre 1347-31 octobre 1347 | Baldino Compagni                                          | Pr. du q. San Giovanni.                                                                |
| 1er septembre 1347-31 octobre 1347 | Zato di Gherardo Passavanti                               | Pr. du q. San Giovanni.                                                                |
| 1er novembre 1347-31 décembre 1347 | Giorgio Baroni                                            | Gonf. issu du q. San Spirito.                                                          |
| 1er novembre 1347-31 décembre 1347 | Alessandro di Giovanni Cristiani                          | Pr. du q. San Spirito.                                                                 |
| 1er novembre 1347-31 décembre 1347 | Niccolò d'Andrea                                          | Pr. du q. San Spirito. Cordonnier (calzolaio).                                         |
| 1er novembre 1347-31 décembre 1347 | Nastagio di Bonaguida Tolosini                            | Pr. du q. Santa Croce.                                                                 |
| 1er novembre 1347-31 décembre 1347 | Migliore di Duccio                                        | Pr. du q. Santa Croce. Teinturier (tintore).                                           |
| 1er novembre 1347-31 décembre 1347 | Giovanni di Lippo Aldobrandini                            | Pr. du q. Santa Maria Novella.                                                         |
| 1er novembre 1347-31 décembre 1347 | Bartolo di Mannuccio Rucellai                             | Pr. du q. Santa Maria Novella.                                                         |
| 1er novembre 1347-31 décembre 1347 | Bencivenni di Perotto                                     | Pr. du q. San Giovanni. Fabricant d'épées (spadaio) ?                                  |
| 1er novembre 1347-31 décembre 1347 | Guido di Bonsignore                                       | Pr. du q. San Giovanni.                                                                |

## 1348
| Période de gouvernement            | Gonfaloniers de Justice et Prieurs                    | Notes                                                                 |
| ---------------------------------- | ----------------------------------------------------- | --------------------------------------------------------------------- |
| 1er janvier 1348-29 février 1348   | Forese Sacchetti                                      | Gonf. issu du q. Santa Croce.                                         |
| 1er janvier 1348-29 février 1348   | Bartolo di Giannino                                   | Pr. du q. San Spirito. Cordier (funaiolo).                            |
| 1er janvier 1348-29 février 1348   | Sandro di Simone da Quarata (ou Quaratesi)            | Pr. du q. San Spirito.                                                |
| 1er janvier 1348-29 février 1348   | Francesco Rinuccini                                   | Pr. du q. Santa Croce.                                                |
| 1er janvier 1348-29 février 1348   | Lapo di Lapo                                          | Pr. du q. Santa Croce. Fripier (rigattiere).                          |
| 1er janvier 1348-29 février 1348   | Matteo di Guglielmo                                   | Pr. du q. Santa Maria Novella. Menuisier (legnaiolo).                 |
| 1er janvier 1348-29 février 1348   | Francesco di Borghino Baldovinetti                    | Pr. du q. Santa Maria Novella.                                        |
| 1er janvier 1348-29 février 1348   | Niccolò di Vanni                                      | Pr. du q. San Giovanni. Boulanger (fornaio).                          |
| 1er janvier 1348-29 février 1348   | Mone di Guido                                         | Pr. du q. San Giovanni.                                               |
| 1er mars 1348-30 avril 1348        | Francesco di Lapo di Giovanni Bonnacorsi              | Gonf. issu du q. Santa Maria Novella.                                 |
| 1er mars 1348-30 avril 1348        | Francesco di Vannozzo Biliotti                        | Pr. du q. San Spirito.                                                |
| 1er mars 1348-30 avril 1348        | Segna di Lotto                                        | Pr. du q. San Spirito. Fromager (pizzicagnolo).                       |
| 1er mars 1348-30 avril 1348        | Silvestro di Manetto Isacchi                          | Pr. du q. Santa Croce.                                                |
| 1er mars 1348-30 avril 1348        | Mico di Calvagno                                      | Pr. du q. Santa Croce.                                                |
| 1er mars 1348-30 avril 1348        | Orlandino di Bartolo Orlandini                        | Pr. du q. Santa Maria Novella.                                        |
| 1er mars 1348-30 avril 1348        | Ugo di Mess. Oddo Altoviti                            | Pr. du q. Santa Maria Novella.                                        |
| 1er mars 1348-30 avril 1348        | Dino di Borgo Betti                                   | Pr. du q. San Giovanni. Drapier (lanaiolo).                           |
| 1er mars 1348-30 avril 1348        | Manno di Pagno degli Albizzi                          | Pr. du q. San Giovanni.                                               |
| 1er mai 1348-30 juin 1348          | Mess. Francesco de'Medici                             | Gonf. issu du q. San Giovanni.                                        |
| 1er mai 1348-30 juin 1348          | Giovanni di Guadagno                                  | Pr. du q. San Spirito. Drapier (pannaiolo).                           |
| 1er mai 1348-30 juin 1348          | Lorenzo di Francesco d'Andrea                         | Pr. du q. San Spirito.                                                |
| 1er mai 1348-30 juin 1348          | Busino di Manetto                                     | Pr. du q. Santa Croce. Tailleur de pierre (tagliapietre).             |
| 1er mai 1348-30 juin 1348          | Andrea di Maestro Lodo                                | Pr. du q. Santa Croce.                                                |
| 1er mai 1348-30 juin 1348          | Lapo di Niccolò di Lapo                               | Pr. du q. Santa Maria Novella. Maréchal-ferrant (ferratore).          |
| 1er mai 1348-30 juin 1348          | Giotto Simbini                                        | Pr. du q. Santa Maria Novella.                                        |
| 1er mai 1348-30 juin 1348          | Chiarissimo di Meo                                    | Pr. du q. San Giovanni.                                               |
| 1er mai 1348-30 juin 1348          | Berto di Spigliato da Filicaia                        | Pr. du q. San Giovanni.                                               |
| 1er juillet 1348-31 août 1348      | Luca di Simone Guicciardini (ou Luigi Guicciardini ?) | Gonf. issu du q. San Spirito.                                         |
| 1er juillet 1348-31 août 1348      | Castello di Bernardo da Quarata (ou Quaratesi)        | Pr. du q. San Spirito.                                                |
| 1er juillet 1348-31 août 1348      | Cino di Cecco                                         | Pr. du q. San Spirito. Fabricant de laine (tofater di lana).          |
| 1er juillet 1348-31 août 1348      | Ser Bartolo Mazzatelli                                | Pr. du q. Santa Croce.                                                |
| 1er juillet 1348-31 août 1348      | Paolo Covoni                                          | Pr. du q. Santa Croce.                                                |
| 1er juillet 1348-31 août 1348      | Domenico Marradi                                      | Pr. du q. Santa Maria Novella. Cordonnier (calzolaio).                |
| 1er juillet 1348-31 août 1348      | Jacopo di Francesco                                   | Pr. du q. Santa Maria Novella.                                        |
| 1er juillet 1348-31 août 1348      | Uguccione di Riccardo de'Ricci                        | Pr. du q. San Giovanni.                                               |
| 1er juillet 1348-31 août 1348      | Francesco di Nello                                    | Pr. du q. San Giovanni.                                               |
| 1er septembre 1348-31 octobre 1348 | Giovanni di Geri del Bello                            | Gonf. issu du q. Santa Croce.                                         |
| 1er septembre 1348-31 octobre 1348 | Piero di Cione Ridolfi                                | Pr. du q. San Spirito.                                                |
| 1er septembre 1348-31 octobre 1348 | Gherardino di Mess. Botte                             | Pr. du q. San Spirito.                                                |
| 1er septembre 1348-31 octobre 1348 | Paolo di Ricco                                        | Pr. du q. Santa Croce. Tanneur (pelacane).                            |
| 1er septembre 1348-31 octobre 1348 | Allegro di Nuto                                       | Pr. du q. Santa Croce. Boulanger (fornaio).                           |
| 1er septembre 1348-31 octobre 1348 | Francesco di Chiaro                                   | Pr. du q. Santa Maria Novella. Négociant en fils de soie (stamaiolo). |
| 1er septembre 1348-31 octobre 1348 | Francesco Comucci                                     | Pr. du q. Santa Maria Novella. Tisseur sur soie (setaiolo) ?          |
| 1er septembre 1348-31 octobre 1348 | Domenico di Dante                                     | Pr. du q. San Giovanni. Fabricant de doublures (farsettaio).          |
| 1er septembre 1348-31 octobre 1348 | Castello di Lippo del Beccuto                         | Pr. du q. San Giovanni.                                               |
| 1er novembre 1348-31 décembre 1348 | Mess. Francesco di Palla Strozzi                      | Gonf.                                                                 |
| 1er novembre 1348-31 décembre 1348 | Piero di Stefano Benintendi                           | Pr. du q. San Spirito.                                                |
| 1er novembre 1348-31 décembre 1348 | Silvestro di Adovardo Belfredelli                     | Pr. du q. San Spirito.                                                |
| 1er novembre 1348-31 décembre 1348 | Uberto d'Ubaldino Infangati                           | Pr. du q. Santa Croce.                                                |
| 1er novembre 1348-31 décembre 1348 | Bernardo del Bene di Pepe Pepi                        | Pr. du q. Santa Croce.                                                |
| 1er novembre 1348-31 décembre 1348 | Piero di Cambio                                       | Pr. du q. Santa Maria Novella. Marchand de lin (linaiolo).            |
| 1er novembre 1348-31 décembre 1348 | Cecco di Bocchino                                     | Pr. du q. Santa Maria Novella. Cordonnier (calzolaio).                |
| 1er novembre 1348-31 décembre 1348 | Giovanni di Tedice Manovelli                          | Pr. du q. San Giovanni.                                               |
| 1er novembre 1348-31 décembre 1348 | Niccolò di Mone Guidi                                 | Pr. du q. San Giovanni.                                               |

## 1349
| Période de gouvernement            | Gonfaloniers de Justice et Prieurs         | Notes                                                               |
| ---------------------------------- | ------------------------------------------ | ------------------------------------------------------------------- |
| 1er janvier 1349-28 février 1349   | Naddo di Ser Spigliato da Filicaia         | Gonf. issu du q. San Giovanni.                                      |
| 1er janvier 1349-28 février 1349   | Bartolommeo di Lapo Buti                   | Pr. du q. San Spirito.                                              |
| 1er janvier 1349-28 février 1349   | Niccolò di Tingo                           | Pr. du q. San Spirito. Apothicaire (speziale).                      |
| 1er janvier 1349-28 février 1349   | Lottieri Chiti                             | Pr. du q. Santa Croce. Mort en charge.                              |
| 1er janvier 1349-28 février 1349   | Frosino d'Andrea Unganelli                 | Pr. du q. Santa Croce. Élu en remplacement du précédent.            |
| 1er janvier 1349-28 février 1349   | Francesco di Cenni Risaliti                | Pr. du q. Santa Croce.                                              |
| 1er janvier 1349-28 février 1349   | Jacopo di Mezza Attaviani                  | Pr. du q. Santa Maria Novella.                                      |
| 1er janvier 1349-28 février 1349   | Bernardo di Pagno Bordoni                  | Pr. du q. Santa Maria Novella.                                      |
| 1er janvier 1349-28 février 1349   | Giovanni di Ciaro                          | Pr. du q. San Giovanni. Boucher (beccaio).                          |
| 1er janvier 1349-28 février 1349   | Benci di Bruno                             | Pr. du q. San Giovanni. Aiguiseur de lames (arrotatore).            |
| 1er mars 1349-30 avril 1349        | Sandro di Cenni Biliotti                   | Gonf. issu du q. San Spirito.                                       |
| 1er mars 1349-30 avril 1349        | Dante di Tieri                             | Pr. du q. San Spirito. Maréchal-ferrant (ferratore).                |
| 1er mars 1349-30 avril 1349        | Durante di Sasso                           | Pr. du q. San Spirito. Négociant en vins (vinattiere).              |
| 1er mars 1349-30 avril 1349        | Tieri di Marco                             | Pr. du q. Santa Croce. Fourreur (pellicciaio).                      |
| 1er mars 1349-30 avril 1349        | Ricco di Spinello                          | Pr. du q. Santa Croce. Marchand de fourrure de vair (vaiaio) ?      |
| 1er mars 1349-30 avril 1349        | Turino Baldesi                             | Pr. du q. Santa Maria Novella.                                      |
| 1er mars 1349-30 avril 1349        | Federigo di Mess. Arduino                  | Pr. du q. Santa Maria Novella.                                      |
| 1er mars 1349-30 avril 1349        | Nanni di Manno de'Medici                   | Pr. du q. San Giovanni.                                             |
| 1er mars 1349-30 avril 1349        | Cecco di Cione                             | Pr. du q. San Giovanni. Marchand de tissu au détail (ritagliatore). |
| 1er mai 1349-30 juin 1349          | Giovanni di Massaio Raffacani              | Gonf. issu du q. Santa Croce.                                       |
| 1er mai 1349-30 juin 1349          | Niccolò di Ser Bene da Verrazzano          | Pr. du q. San Spirito.                                              |
| 1er mai 1349-30 juin 1349          | Alamanno di Torello Vettori                | Pr. du q. San Spirito.                                              |
| 1er mai 1349-30 juin 1349          | Lorenzo di Ridolfo                         | Pr. du q. Santa Croce. Cordonnier (calzolaio).                      |
| 1er mai 1349-30 juin 1349          | Antonio di Martino                         | Pr. du q. Santa Croce. Boucher (beccaio).                           |
| 1er mai 1349-30 juin 1349          | Giovanni di Rucco Savini                   | Pr. du q. Santa Maria Novella.                                      |
| 1er mai 1349-30 juin 1349          | Giovanni di Benvenuto da Sesto             | Pr. du q. Santa Maria Novella.                                      |
| 1er mai 1349-30 juin 1349          | Luca di Sandro Alfani                      | Pr. du q. San Giovanni.                                             |
| 1er mai 1349-30 juin 1349          | Tano di Nardo Guasconi                     | Pr. du q. San Giovanni.                                             |
| 1er juillet 1349-31 août 1349      | Luigi di Lippo Aldobrandini                | Gonf. issu du q. Santa Maria Novella.                               |
| 1er juillet 1349-31 août 1349      | Piero di Gherardino Velluti                | Pr. du q. San Spirito.                                              |
| 1er juillet 1349-31 août 1349      | Cione di Vaccino                           | Pr. du q. San Spirito. Boucher (beccaio).                           |
| 1er juillet 1349-31 août 1349      | Francesco di Lippo                         | Pr. du q. Santa Croce. Fourreur (pellicciaio).                      |
| 1er juillet 1349-31 août 1349      | Ser Gherardo di Geri Risaliti              | Pr. du q. Santa Croce.                                              |
| 1er juillet 1349-31 août 1349      | Schiatta di Ricco                          | Pr. du q. Santa Maria Novella. Tanneur (galigaio).                  |
| 1er juillet 1349-31 août 1349      | Musciatto Francesi                         | Pr. du q. Santa Maria Novella. Boulanger (fornaio).                 |
| 1er juillet 1349-31 août 1349      | Teghiaio del Cecino                        | Pr. du q. San Giovanni.                                             |
| 1er juillet 1349-31 août 1349      | Giovanni di Neri di Ser Benedetto Capitani | Pr. du q. San Giovanni.                                             |
| 1er septembre 1349-31 octobre 1349 | Giovanni di Conte de'Medici                | Gonf. issu du q. San Giovanni.                                      |
| 1er septembre 1349-31 octobre 1349 | Banco di Ser Bartolo                       | Pr. du q. San Spirito.                                              |
| 1er septembre 1349-31 octobre 1349 | Bonaccorso di Rucco Pitti                  | Pr. du q. San Spirito.                                              |
| 1er septembre 1349-31 octobre 1349 | Mugnaio di Rocco da Ghiacceto              | Pr. du q. Santa Croce.                                              |
| 1er septembre 1349-31 octobre 1349 | Giachetto Mancini                          | Pr. du q. Santa Croce.                                              |
| 1er septembre 1349-31 octobre 1349 | Ammannato di Tecchino di Ser Rinaldo       | Pr. du q. Santa Maria Novella.                                      |
| 1er septembre 1349-31 octobre 1349 | Zanobi di Niccolò Ardinghelli              | Pr. du q. Santa Maria Novella.                                      |
| 1er septembre 1349-31 octobre 1349 | Dolfo di Lapo del Bugliaffo                | Pr. du q. San Giovanni. Fabricant d'épées (spadaio) ?               |
| 1er septembre 1349-31 octobre 1349 | Guglielmo di Luccio                        | Pr. du q. San Giovanni. Maréchal-ferrant (ferratore).               |
| 1er novembre 1349-31 décembre 1349 | Jacopo di Guerruccio Ridolfi               | Gonf. issu du q. San Spirito.                                       |
| 1er novembre 1349-31 décembre 1349 | Borgo di Puccio                            | Pr. du q. San Spirito. Boucher (beccaio).                           |
| 1er novembre 1349-31 décembre 1349 | Vaccio di Falcuccio                        | Pr. du q. San Spirito. Boucher (beccaio).                           |
| 1er novembre 1349-31 décembre 1349 | Vanni di Ser Lotto Castellani              | Pr. du q. Santa Croce.                                              |
| 1er novembre 1349-31 décembre 1349 | Migliorozzo di Taddeo Magaldi              | Pr. du q. Santa Croce.                                              |
| 1er novembre 1349-31 décembre 1349 | Tommaso Dietaiuti                          | Pr. du q. Santa Maria Novella.                                      |
| 1er novembre 1349-31 décembre 1349 | Bernardo di Pagno Bordoni                  | Pr. du q. Santa Maria Novella.                                      |
| 1er novembre 1349-31 décembre 1349 | Piero di Filippo degli Albizzi             | Pr. du q. San Giovanni.                                             |
| 1er novembre 1349-31 décembre 1349 | Geri di Piero                              | Pr. du q. San Giovanni.                                             |